# (1355) Magoeba
(1355) Magoeba est un astéroïde de la ceinture principale intérieure découvert le 30 avril 1935 à Johannesbourg (UO) par l'astronome sud-africain Cyril V. Jackson.

## Historique
Sa désignation provisoire, lors de sa découverte le 30 avril 1935, était 1935 HE.